# Solanum benderianum
Solanum benderianum är en potatisväxtart som beskrevs av Andreas Franz Wilhelm Schimper och Adolf Engler. Solanum benderianum ingår i släktet skattor som ingår i familjen potatisväxter. Utöver nominatformen finns också underarten S. b. ruwenzoriense.